# Bljuštevac
Bljuštevac (cyr. Бљуштевац) – wieś w Bośni i Hercegowinie, w Republice Serbskiej, w mieście Sarajewo Wschodnie, w gminie Pale. W 2013 roku liczyła 269 mieszkańców.